# Baeyer-Diarylmethan-Synthese
Die Baeyer-Diarylmethan-Synthese, benannt nach dem deutschen Chemiker Adolf von Baeyer, ist eine Namensreaktion aus dem Bereich der  organischen Chemie und wurde 1872 erstmals beschrieben. Die Baeyer-Diarylmethan-Synthese ist im Kern eine elektrophile aromatische Substitution und  ermöglicht die Herstellung von Diarylmethan aus einem  Aldehyd und einer  aromatischen Verbindung.

## Übersichtsreaktion
Aromatische Verbindungen (im Beispiel Benzol) können mit einem  Aldehyd (im Beispiel Formaldehyd), über eine säurekatalysierte Kondensationsreaktion, zu Diphenylmethan umgesetzt werden.
Die Reaktion läuft auch mit substituierten Aromaten ab.

## Reaktionsmechanismus
Der nachfolgende Mechanismus wird in der Literatur beschrieben:
Im ersten Schritt der Diarylmethan-Synthese wird der  Aldehyd (1) mit einer Säure  protoniert. An dem so entstandenen Carbokation, kann eine aromatische Verbindung 2, unter Aufhebung der Aromatizität, angreifen. Durch Wasserabspaltung und anschließende Elektronenumlagerung, kommt es zur Rearomatisierung unter Bildung des Carbokations 3. Im zweiten Schritt kommt es zur erneuten elektrophilen Substitution am Aromaten, wodurch schließlich Diphenylmethan (4) entsteht.